# Campionatul European de Scrimă din 1981
Campionatul European de Scrimă s-a desfășurat pentru prima dată în 1981 la Foggia în Italia. Probele pe echipe nu au fost incluse în program.

## Rezultate

### Masculin
| Probă   | Aur                  | Argint                 | Bronz                   |
| Spadă   | Angelo Mazzoni (ITA) | Stéphane Ganeff (BEL)  | Robert Felisiak (POL)   |
| Floretă | Andrea Borella (ITA) | Angelo Scuri (ITA)     | Petru Kuki (ROU)        |
| Sabie   | Imre Gedővári (HUN)  | Jacek Bierkowski (POL) | Ferdinando Meglio (ITA) |

### Feminin
| Probă   | Aur                        | Argint                 | Bronz                  |
| Floretă | Anna Rita Sparaciari (ITA) | Dorina Vaccaroni (ITA) | Cornelia Hanisch (FRG) |

### Clasament pe medalii
| Loc   | Țară    | Aur | Argint | Bronz | Total |
| ----- | ------- | --- | ------ | ----- | ----- |
| 1     | Italia  | 3   | 2      | 1     | 6     |
| 2     | Ungaria | 1   | 0      | 1     | 2     |
| 3     | Polonia | 0   | 1      | 0     | 1     |
| 3     | Belgia  | 0   | 1      | 0     | 1     |
| 5     | România | 0   | 0      | 1     | 1     |
| 5     | RFG     | 0   | 0      | 1     | 1     |
| Total | Total   | 4   | 4      | 4     | 12    |